# Вуд, Уолли
Уоллес Алан Вуд (англ. Wallace Allan Wood; род. 17 июня 1927 — 2 ноября 1981) — американский автор комиксов, художник и независимый издатель, лучше всего известный по своим работам для журнала Mad от EC Comics и над «Сорвиголовой» Marvel. Он был одним из соучредителей Mad в 1952 году. Хотя большая часть его ранних профессиональных работ подписана как Уоллес Вуд, он стал известен как Уолли Вуд, имя, которое, по его собственному признанию, он не любил. В комикс-сообществе он также был известен как Вуди. Это имя он иногда использовал в качестве подписи.
В дополнение к сотнями страницам комиксов, Вуд иллюстрировал книги и журналы, а также работал во множестве других областей: в рекламе, упаковке и иллюстрации продуктов, карикатуре, оформлении обложек пластинок, плакатов, синдицированных комикс-стрипов и коллекционных карточек, включая работу над знаменитым набором «Марс атакует» компании Topps.
Издатель EC Уильям Гейнс однажды заявил: «Уолли, наверное, был нашим самым проблемным художником… Я не предполагаю никакой связи, но он, возможно, был нашим главным гением».
Он был одним из первых включен в Зал славы Джека Кирби в 1989 году, а в 1992 году был включен в Зал славы Уилла Айснера.

## Биография

### Детство и начало карьеры
Уолли Вуд родился в Менаге, штат Миннесота и в раннем возрасте начал читать и рисовать комиксы. Сильное влияние на него оказали художественные стили «Флэша Гордона» Алекса Раймонда, «Терри и пиратов» Милтона Канифа, «Принца Валианта» Хэла Фостера, «Духа» Уилла Айснера и, в особенности, «Умывальники» Роя Крейна. Вспоминая своё детство, Вуд говорил, что в шесть лет ему приснился сон, в котором он искал волшебный карандаш, способный нарисовать всё, что угодно, что предопределило его будущее как художника. В 1944 году Вуд окончил среднюю школу, в конце Второй мировой войны подписал контракт с Торговым флотом США и был зачислен в 11-ю воздушно-десантную дивизию армии США в 1946 году. Он проходил обучение в Форт-Беннинге, штат Джорджия, после чего был отправлен в оккупированную Японию, где проходил службу на острове Хоккайдо.
В 1947 году, в возрасте 20 лет, Вуд поступил в школу искусств Миннеаполиса, но проучился там всего один семестр. Приехав в Нью-Йорк со своим братом Гленном и матерью Альмой (финкой по происхождению), после демобилизации из армии в июле 1948 года, Вуд устроился на работу в ресторан Бикфорда на должность помощника официанта. В свободное от работы время он брал толстое портфолио со своими рисунками и отправлялся в центр Манхэттена, посещая всех издателей, которых он только мог разыскать. Некоторое время он посещал Художественную школу Хогарта, но бросил учёбу, проучившись один семестр. В 1948 году он поступил в Школу карикатуристов и иллюстраторов (сегодня известную как Школа изобразительных искусств), проучившись там меньше года (хотя и завел там несколько профессиональных контактов, которые помогли ему впоследствии).
В октябре, получив отказ от всех компаний, в которые он обращался, Вуд встретил своего коллегу-художника Джона Северина в приемной небольшого издательства. После того, как они обменялись своим опытом в попытке найти работу, Северин пригласил Вуда посетить свою студию Charles William Harvey Studio, где Вуд познакомился с Чарли Стерном, Харви Курцманом (который работал на Timely/Marvel) и Уиллом Элдером. Там же Вуд узнал, что Уилл Айснер ищет художника фонов для своего «Духа». Он сразу же нанёс визит Айснеру, который его взял к себе на работу.
На протяжении следующего года Вуд также работал помощником Джорджа Вундера, который был занят над стрипом Милтона Каниффа «Терри и пираты». Вуд упоминает «свою собственную первую работу» над «Chief Ob-stacle», серии стрипов для политического информационного бюллетеня 1949 года. В область комиксов он вошел отвечая за леттеринг, как он вспоминал в 1981 году: «Первой профессиональной работой состояла в леттеринге для романтических комиксов издательства Fox в 1948 году. Этим я занимался около года. Потом я начал делать фоны, потом обводку. По большей части это все делалось для романтических изданий. За полную страницу платили пять долларов… Дважды в неделю, за день я мог обводить десяток страниц».
Поверенный художников Ренальдом Эпворт помог Вуду воплотить его первые работы в области комиксов, из-за чего становится неясно, привела ли эта связь к занятию Вудом леттерингом или его дебют в комиксах, 10-страничный рассказ «The Tip Off Woman» в Fox Comics Western Women Outlaws No. 4 (дата на обложке январь 1949 года, в продаже в конце 1948 г.). Следующая известная работа Вуда появилась лишь после выхода 7 номера «My Confession» (август 1949), когда он начал почти непрерывно работать над аналогичными проектами компании «My Experience», «My Secret Life», «My Love Story» и «My True Love: Thrilling Confession Stories». Его первая подписанная работа, как считается, была опубликована в 8 номере «My Confession» (октябрь 1949 г.), с подписью «Woody», наполовину скрытой под шатром театра. Для этого номера он нарисовал и обвел два рассказа: «I Was Unwanted» («Я был нежеланным») (девять страниц) и «My Tarnished Reputation» («Моя запятнанная репутация») (десять страниц).
Вместе с Гарри Гаррисоном Вуд начал рисовать и обводить для EC. Они сделали рассказ «Too Busy For Love» («Слишком занята для любви») (Modern Love #5) и целиком обвел главный рассказ «I Was Just a Playtime Cowgirl» в 11 номере Saddle Romances (апрель 1950), за обводку отвечал Гаррисон.